# Ангел Грънчов
Ангел Симеонов Грънчов (роден на 16 октомври 1992 г. в град Елин Пелин) е български футболист защитник, играещ за Спартак (Варна) под наем от Фратрия (Варна).

## Кариера
Роден е на 16 октомври 1992 година в град Елин Пелин. Започва да тренира в местната ДЮШ, преди през 2002 година да бъде предложен на треньора в ДЮШ на ЦСКА Димитър Димитров-Трактора, по времето когато начело на школата е Спас Джевизов.
От 2010 година е включван в контролните мачове на ЦСКА, като официален дебют с първия състав на ЦСКА прави в контролен мач на 19 септември 2010 година, влизайки през втората част в контролата срещу ПФК Спортист (Своге), завършила с победа за червените със 7-2. По това време треньор е Гьоре Йовановски.
През 2011 година също участва в много контролни мачове на първия отбор, а през януари 2012 година е част от отбора, пътувал и спечелил турнир в Либия, под ръководството на Димитър Пенев.
Отбелязва първия си гол за „червените“ и в А ФГ изобщо на 11 март 2012 година, при победата над ПФК Калиакра (Калиакра) с 3-1, в мач от 18 кръг от първенството на Виктория А ФГ.
На 1 юли 2016 г. Грънчов напуска ЦСКА по негово желание.
На 4 юли 2016 г. преминава в Нефтохимик (Бургас).

## Статистика по сезони
| Сезон    | Отбор          | Първенство       | Мачове | Голове |
| -------- | -------------- | ---------------- | ------ | ------ |
| 2011/12  | ЦСКА           | А футболна група | 15     | 1      |
| 2012/13  | ЦСКА           | А футболна група | 11     | 0      |
| 2013/ес. | ЦСКА           | А футболна група | 3      | 0      |
| 2014/пр. | Локомотив (Пд) | А футболна група | 7      | 0      |
| 2014/ес. | Локомотив (Пд) | А футболна група | 14     | 0      |
| 2015/пр. | Славия         | А футболна група | 0      | 0      |

## Отличия
- Купа на България – 1 път носител (2016) с ЦСКА (София)
- Шампион на Югозападна В група с ЦСКА (София) през 2015/2016 г.